# گورستان ژیر ری
گورستان ژیر ری مربوط به هزاره اول قبل از میلاد است و در شهرستان ملایر، بخش سامن، دهستان حرم رود سفلی، روستای اسکنان واقع شده و این اثر در تاریخ ۲۵ آبان ۱۳۸۷ با شمارهٔ ثبت ۲۳۷۰۸ به‌عنوان یکی از آثار ملی ایران به ثبت رسیده است.